# Retten i Viborg
Retten i Viborg er en byret, hvis retskreds dækker Viborg, Silkeborg og Skive kommuner. Retten har til huse i Klostermarken 10-12 i det østlige Viborg, tæt på Vestre Landsrets nye domicil. Retten består af en retspræsident og 7 andre dommere.